# 氧丙咪嗪
氧丙咪嗪（英語： 或 imipramine N-oxide，商品名：Imiprex、Elepsin），分子式C19H24N2O，是一种用于治疗重性抑鬱疾患的三环类抗抑郁药（TCA），1960年代开始在欧洲使用，也是丙咪嗪在体内的代谢产物。